# Operation Magic Carpet (Jemen)

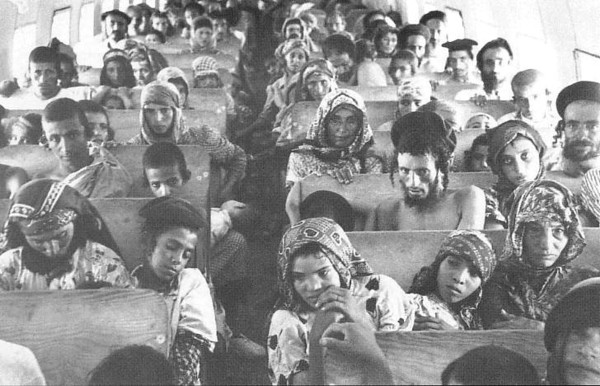
Jemenitische Juden im Flugzeug nach Israel

Operation Magic Carpet (englisch; „Operation Fliegender Teppich“) ist ein bekannter Deckname für den unter dem offiziellen Namen Operation On Wings of Eagles („Operation Auf den Flügeln der Adler“) zwischen Juni 1949 und September 1950 durchgeführten und zunächst geheim gehaltenen Transport von etwa 49.000 jemenitischen Juden in den neuen Staat Israel. Der Transport wurde mit etwa 180 Flügen britischer und amerikanischer Transportflugzeuge zwischen Aden und Israel durchgeführt, die geheim gehaltene Operation wurde erst mehrere Monate nach ihrem Ende in der Öffentlichkeit bekannt. Manchmal wird dieser Transport auch als Operation Messiah’s Coming („Operation Ankunft des Erlösers“) bezeichnet.

## Hintergrund
Nach dem Teilungsplan der Vereinten Nationen von 1947, der die Entstehung eines jüdischen Staates in Palästina vorsah, führten Zusammenstöße mit gewaltbereiten Muslimen in Aden zum Tod von 82 Personen und zur Zerstörung mehrerer Häuser jüdischer Bürger. Anfang 1948 führte die Anklage eines Mörders zweier jemenitischer Mädchen zur Plünderung jüdischen Eigentums. Die jüdische Gemeinde Adens war wirtschaftlich am Ende, da die meisten jüdischen Geschäfte und Existenzen zerstört worden waren. 
Die jemenitischen Juden begannen sich im Camp Geʾullah (von hebräisch גְּאֻלָּה ‚Erlösung‘) in der Hoffnung zu sammeln, in den neu gegründeten Staat Israel auswandern zu können. Die britischen Truppen, die das Kolonialgebiet zu jener Zeit noch besetzt hielten, unterbanden eine Auswanderung bis zum Ende der Kampfhandlungen des Palästinakrieges zu Beginn des Jahres 1949. Zu diesem Zeitpunkt hatten sich schon etwa 10.000 Menschen in Camp Geula versammelt. Jemens neu ernannter König Ahmad ibn Yahya gab seine geheim gehaltene Zustimmung zu dem Lufttransport und damit waren die Voraussetzung zu dieser Operation geschaffen.

## Der Transport
In Reaktion auf die zunehmend gefährlicher werdende Situation wanderten die meisten Mitglieder der jemenitischen jüdischen Gemeinde zwischen Juni 1949 und September 1950 durch die Operation Magic Carpet geheim nach Israel aus. Die Migration konnte in kleinerem Maßstab noch bis 1962 kontinuierlich fortgesetzt werden, als ein Bürgerkrieg weiterer jüdischer Auswanderung ein überraschendes Ende setzte. Einige reiche jüdische Familien, die das Versprechen einer besseren Zukunft in Israel bezweifelten, entschieden sich, ihre Anwesen nicht zu verlassen. Etwa 300 Juden verblieben im Jemen.
Während des Verlaufs der Operation Magic Carpet von 1949 bis 1950 wurde die große Mehrheit der jemenitischen Juden durch Lufttransport nach Israel gebracht, es waren ungefähr 47.000 Juden aus dem Jemen, 1.500 aus der Region Aden und etwa 500 aus Eritrea und Dschibuti. Die Transporte wurden maßgeblich von der Alaska Airlines durchgeführt. Die meisten von ihnen hatten vorher noch nie ein Flugzeug gesehen, sie verließen ihre gewohnte Existenz als Landwirte und mussten sich in Israel an ein vollkommen ungewohntes Leben in einem neuen Land gewöhnen. 
Der offizielle Name der Aktion ergab sich aus zwei bekannten Passagen der Bibel:
- Ex 19,4 EU: „Ihr habt selbst gesehen, was ich den Ägyptern angetan habe, und wie ich euch auf den Schwingen von Adlern trug und euch zu mir brachte.“
- Jes 40,31 EU: „Die an Gott glauben, werden stärker werden. Sie werden auf Flügeln in die Höhe steigen wie Adler; sie werden laufen und nicht ermatten, sie werden gehen und nicht müde werden.“

Die Operation Magic Carpet war die erste in einer Reihe von Aktionen in den 1950er und 1960er Jahren, deren Zweck der Transport ganzer jüdischer Gemeinden aus arabischen Staaten nach Israel war.

## Verschwundene Kinder
Vor allem in den Jahren 1948 bis 1954 waren in Israel einige Tausend Säuglinge und Kleinkinder verschwunden, deren Eltern gerade aus dem Jemen und einigen Ländern des Nahen Ostens sowie des Balkan im jungen Staat angekommen waren. Schätzungen zufolge sollen es bis zu 5000 Kinder gewesen sein, die vor allem aus den Übergangslagern, in denen die Familien anfangs lebten, geholt wurden und von ihren Angehörigen nie wieder gesehen wurden.
Viele jemenitische Juden warfen den israelischen Behörden vor, sie gezielt an kinderlose Juden aus Europa weitergegeben zu haben. Viele Schicksale konnten nie eindeutig geklärt werden. Die Vorwürfe des staatlich organisierten Kinderraubs blieben bestehen. Erst sieben Jahrzehnte später drückte die Regierung ihr Bedauern über das Geschehene aus und wird Entschädigungen an die betroffenen Familien zahlen.